# Трахидеріні
Трахидері́ні (лат. Trachyderini Dupont, 1836 ) — велика триба жуків у підродині Церамбіціни (родина Вусачі), яка налічує понад 130 родів, розповсюджених У Євразії, Північній та Південній Америках . Найвище різноманіття триби припадає на тропіки Південної Америки.

## Найбільші роди
- Asias Semenov, 1914
- Purpuricenus Dejean, 1821
- Ancylocera Audinet-Serville, 1834
- Callancyla Aurivillius, 1912
- Ceralocyna Viana, 1971
- Andraegoidus Aurivillius, 1920
- Callona Waterhouse, 1840
- Chydarteres Huedepohl, 1985
- Crioprosopus Audinet-Serville, 1834
- Crossidius LeConte, 1851
- Deltaspis Audinet-Serville, 1834
- Elytroleptus Dugès, 1879
- Eriphus Audinet-Serville, 1834
- Ischnocnemis Thomson, 1864
- Phaedinus Dupont in Audinet-Serville, 1834
- Poecilopeplus Dejean, 1835
- Sphaenothecus Dupont, 1838
- Sternacanthus Audinet-Serville, 1832
- Trachyderes Dalman in Schoenherr, 1817
- Tragidion Audinet-Serville, 1834
- Tylosis LeConte, 1850